# 王浩 (嘉義市議員)
王浩（1990年3月13日—）是美國出生的臺灣無黨籍政治人物，國立臺灣大學畢業。曾任桃園市產業總工會秘書、新北市產業總工會秘書長、時代力量立法委員陳椒華嘉義西區服務處主任、嘉義市產業總工會顧問、臺灣汽車貨運倉儲產業工會顧問、亦為司法院遴選之地方法院勞動調解委員。2022年代表時代力量參選嘉義市西區市議員選舉，最終當選第11屆嘉義市議員。

## 政治生涯

### 參選市議員
2022年俄烏戰爭發生後，決定放棄美國籍，並代表時代力量投入嘉義市西區市議員選舉、參與公共事務
。

## 選舉紀錄
| 年度 | 選舉屆數               | 選舉區           | 政黨     | 得票數 | 得票率 | 當選標記 | 備註 |
| ---- | ---------------------- | ---------------- | -------- | ------ | ------ | -------- | ---- |
| 2022 | 第十一屆嘉義市議員選舉 | 嘉義市第二選舉區 | 時代力量 | 2,732  | 4.30%  |          |      |

## 關心議題
關心地方環境議題
1. 嘉義八掌溪遭傾倒廢棄物，王浩呼籲嘉義縣河川局加強管理[5]。
2. 嘉義縣大林有畜牧業者涉嫌違法排放汙水又私鑿地下水井[6]。

關心地方大型公共建設
1. 嘉義市棒球場場地設施待加強，王浩希望加設隱形護網、無障礙設施，並解決棒球場觀眾座椅扶手問題[7]。

關心兒少議題
1. 嘉市幼兒園餐點有A、B餐，王浩敦促市府教育處加強督查，並推動幼兒園至教育部食材平台登錄菜單[8]。

關心行人交通安全
1. 王浩呼籲市府維護行人安全，建議拓寬人行道、內縮行人穿越道、人行道增設庇護島，並針對學校周邊易肇事熱點進行改善[9]。

## 外部連結
- 王浩粉絲團Facebook
- 王浩的Instagram帳戶
- 王浩的YouTube頻道 （页面存档备份，存于）